# Pterostyrax psilophyllus
Pterostyrax psylophyllus
Espèce
Classification phylogénétique
Pterostyrax psylophyllus est une espèce de plantes à fleurs de la famille des Styracacées. C'est un arbre à feuilles caduques originaire de Chine centrale qui fleurit au début de l'été.
Synonyme : Pterostyrax cavaleriei Guillaumin
Nom chinois : 白辛树
Deux variétés sont répertoriées :
- Pterostyrax psilophyllus var. discolor H.Hara
- Pterostyrax psilophyllus var. leveillei (Fedde ex H.Lév.) H.Hara

## Description
Il s'agit d'un petit arbre à feuilles caduques pouvant atteindre 15 m de haut. De toutes les espèces du genre, c'est celle qui a le port le plus régulier et qui atteint la plus grande taille.
Les feuilles sont alternes, simples et ovales de 5 à 15 cm de long sur 5 à 9 cm de large, assez densément velues, au bord du limbe en dents de scie. Le pétiole est long de 1 à 2 cm, densément pubescent en poils étoilés.
Les fleurs, hermaphrodites, sont blanches, paniculées, en grappe pendante de 10 à 15 cm. Chaque fleur, de 12 à 14 mm de long, au calice campanulé aux lobes oblongs terminés en pointe effilée, porte 10 étamines, 5 longues et 5 courtes.
Le fruit est une drupe oblongue de 2,5 cm de long, nervurée et densément velue gris-jaune et terminée par une pointe effilée.

## Répartition, habitat
Cet arbre est originaire de Chine centrale : ouest du Guangxi, Guizhou, sud-ouest du Hubei, est du Sichuan, nord-est du Yunnan.
Son habitat d'origine est forestier, en sols assez humides entre 600 et 2500 m d'altitude.

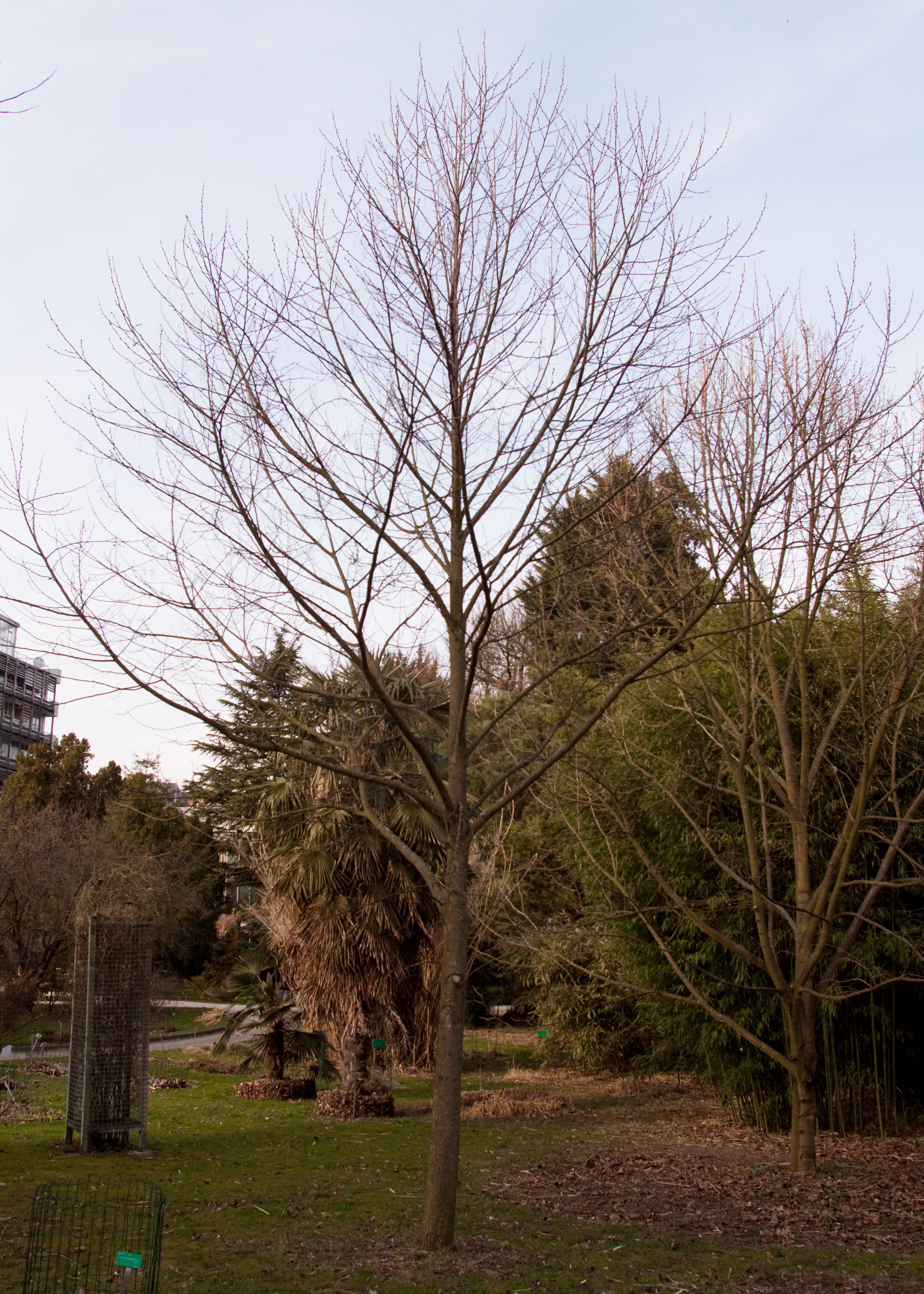
Aspect hivernal.
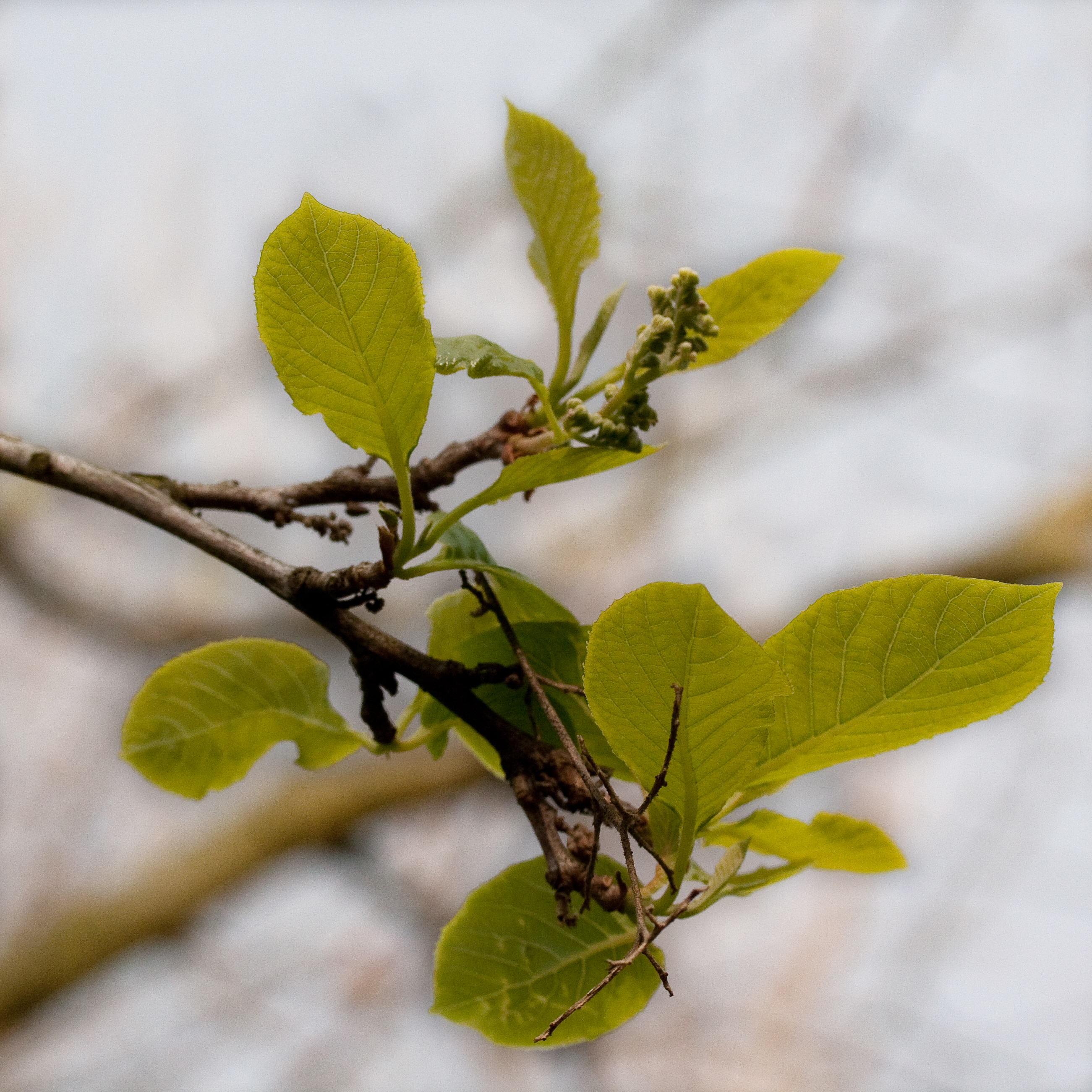
Boutons floraux.
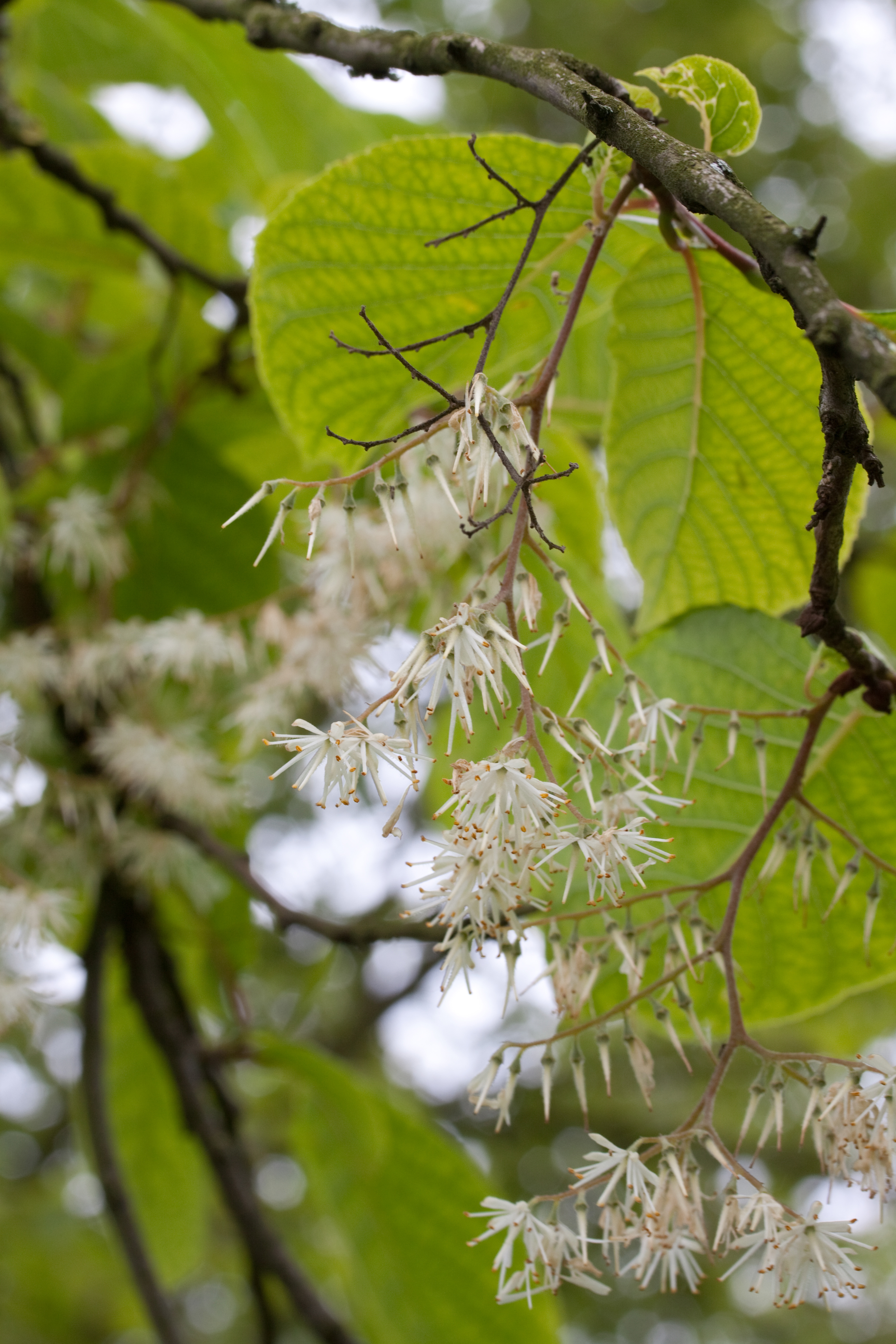
Fleurs.
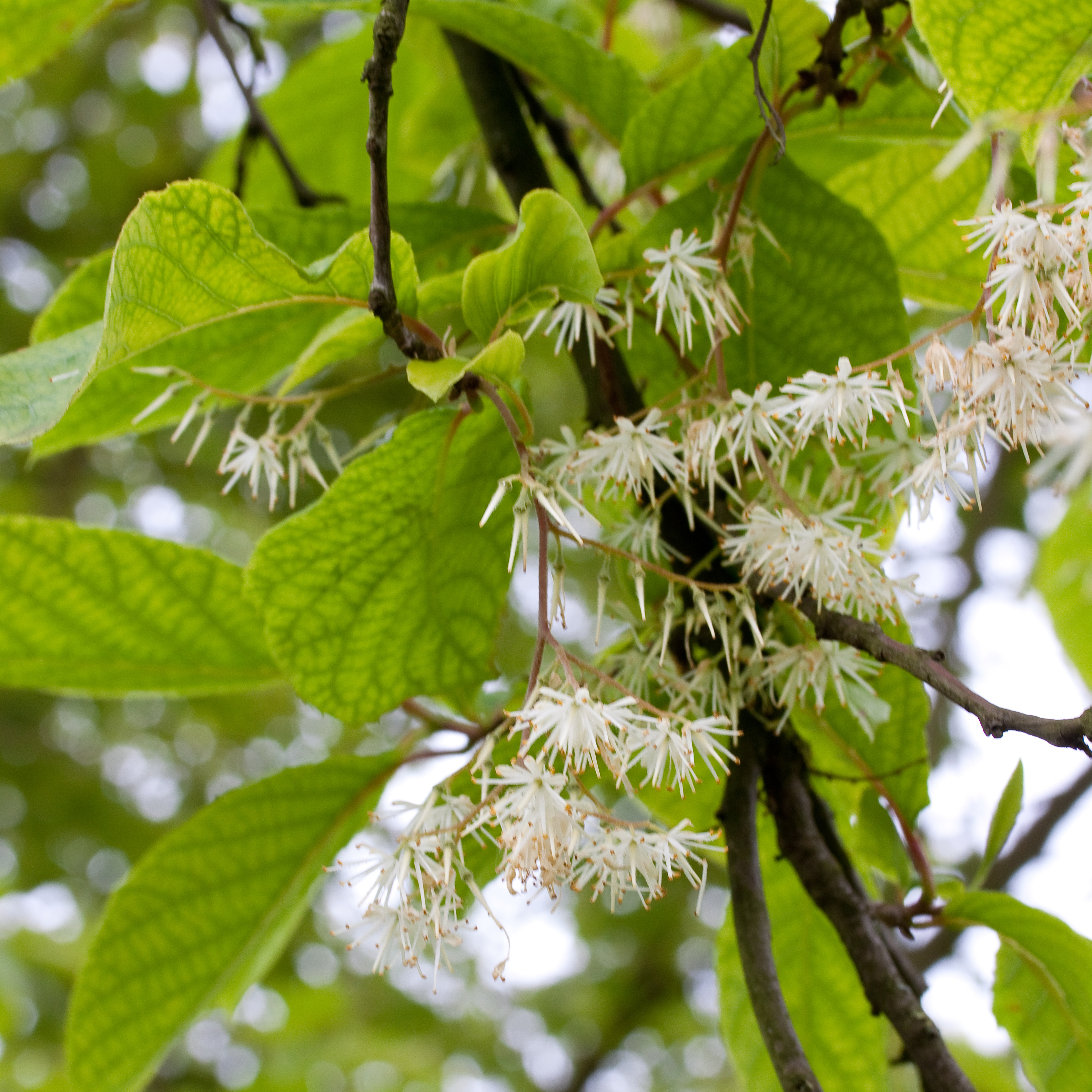
Fleurs.
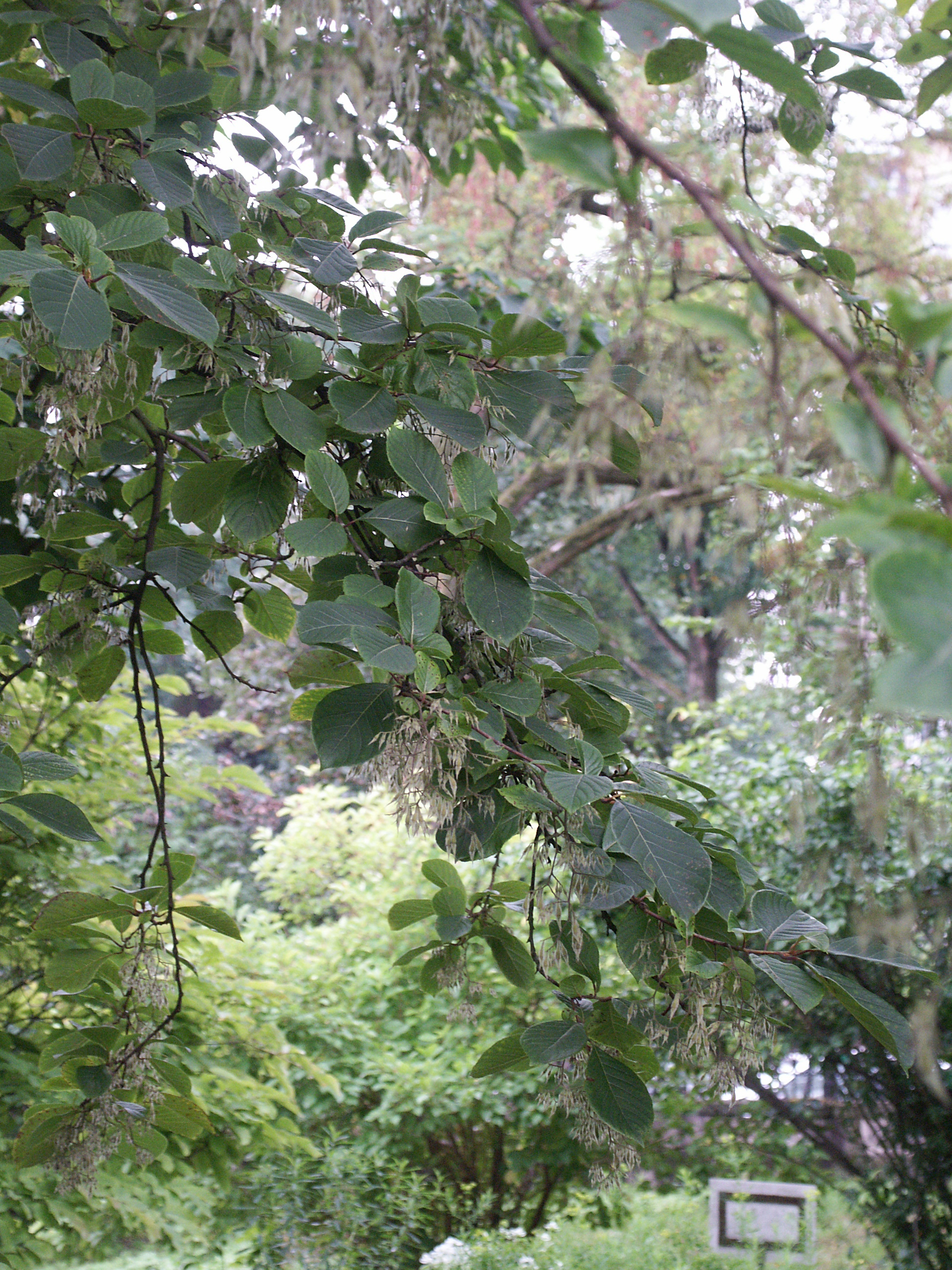
Rameau aux jeunes fruits.
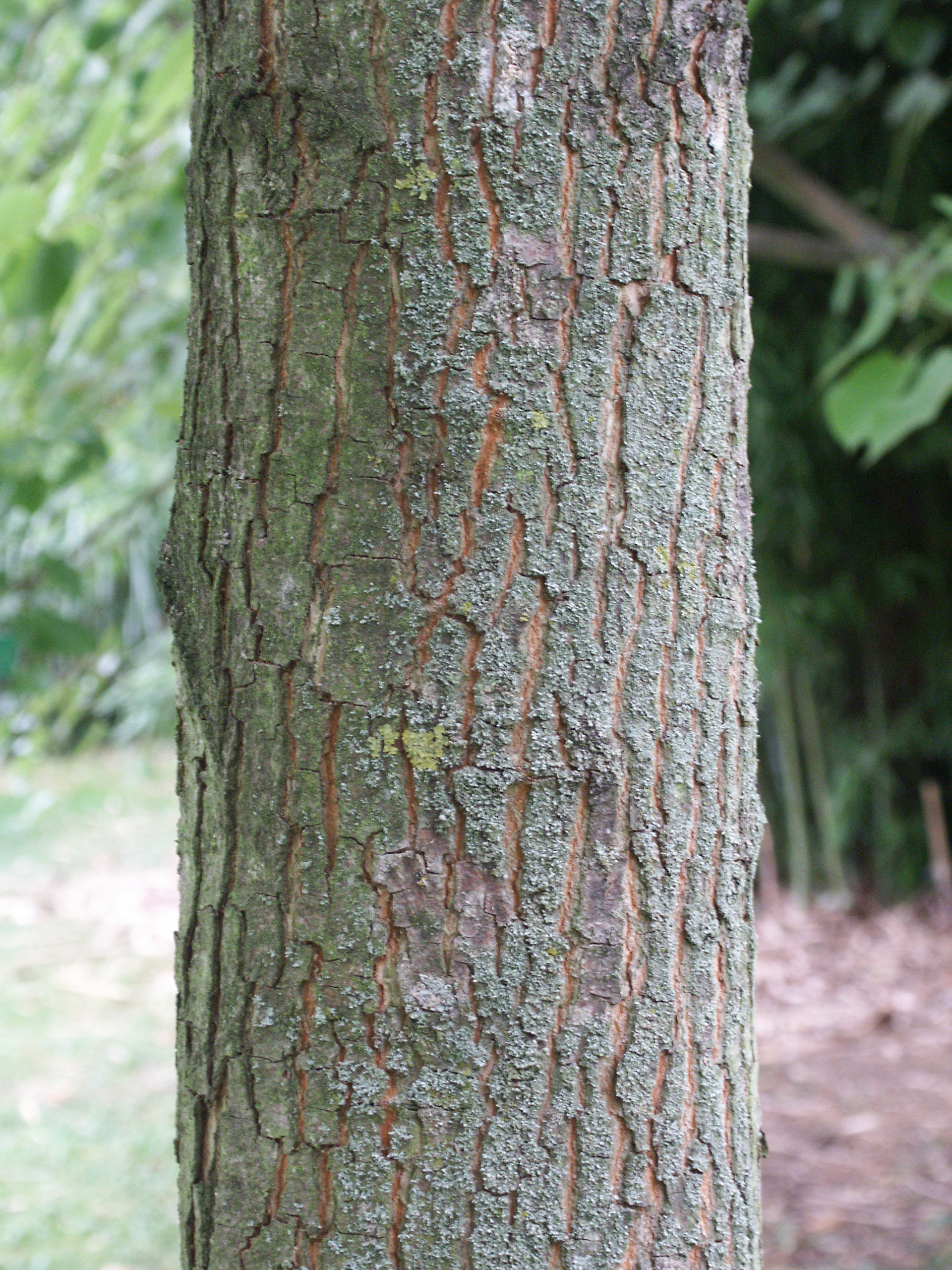
Tronc, écorce.
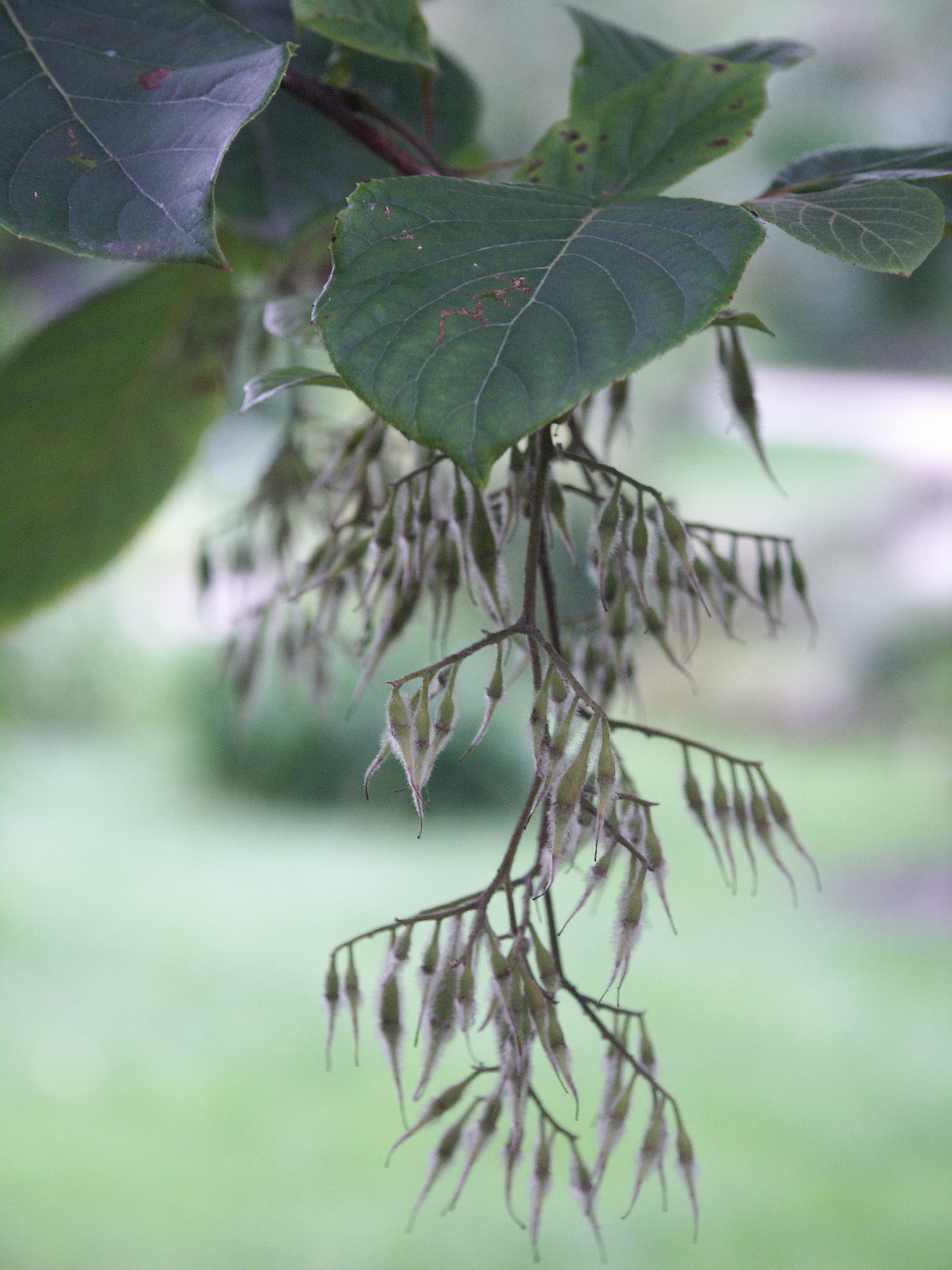
Jeunes fruits.
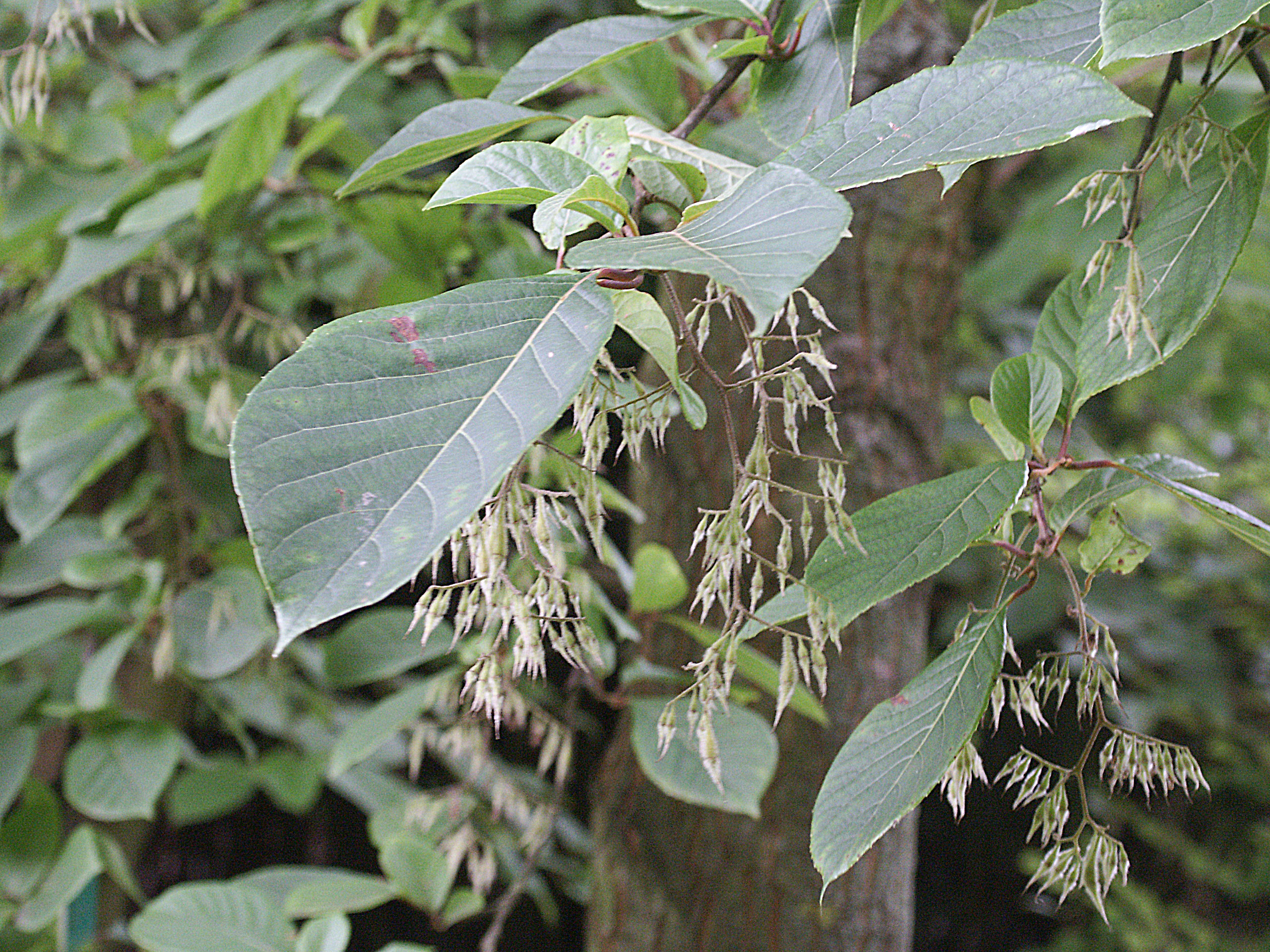
Feuilles et jeunes fruits.